# سرو (سرده)
سرو (نام علمی: Cupressus) نام یک سرده از تیره سرویان است.